# Rupert Davies
Rupert Lisburn Gwynne Davies, född 22 maj 1916 i Liverpool, Merseyside, död 22 november 1976 i London, var en brittisk skådespelare.

## Utmärkelser
Davies vann BAFTA:s pris som bästa manliga TV-skådespelare 1961 för sin roll som Kommissarie Maigret.

## Rollista i urval
- 1959 – Fallet Robbins
- 1960 – Den kriminelle
- 1960–1963 – Kommissarie Maigret (TV-serie)
- 1965 – Spionen som kom in från kylan
- 1966 – Fu Manchus djävulska hämnd
- 1967 – Maffians överman
- 1968 – Den blodiga snaran
- 1968 – Draculas vålnad
- 1970 – Waterloo
- 1971 – Papegojan
- 1971 – Zeppelin - luftens slagskepp